# Liste der Nummer-eins-Hits in Norwegen (1967)
Diese Liste enthält alle Nummer-eins-Hits in Norwegen im Jahr 1967. Es gab in diesem Jahr 14 Nummer-eins-Singles und sechs Nummer-eins-Alben.
| Singles | Alben |
| --- | --- |
| - Herman’s Hermits – No Milk Today - 8 Wochen (47/1966 – 2/1967) - Tom Jones – Green, Green Grass Of Home - 1 Woche (3/1967) - The Monkees – I’m a Believer - 6 Wochen (4/1967 – 9/1967) - The Beatles – Strawberry Fields Forever - 6 Wochen (10/1967 – 15/1967) - Sandie Shaw – Puppet on a String - 6 Wochen (16/1967 – 21/1967) - Nancy & Frank Sinatra – Somethin' Stupid - 3 Wochen (22/1967 – 24/1967) - The Monkees – (Theme From) The Monkees - 4 Wochen (25/1967 – 28/1967) - The Tremeloes – Silence Is Golden - 1 Woche (29/1967) - The Beatles – All You Need Is Love - 4 Wochen (30/1967 – 33/1967) - Scott McKenzie – San Francisco (Be Sure to Wear Flowers in Your Hair) - 10 Wochen (34/1967 – 43/1967) - Box Tops – The Letter - 3 Wochen (44/1967 – 46/1967) - Bee Gees – Massachusetts - 3 Wochen (47/1967 – 49/1967) - Sven-Ingvars – Önskebrunnen - 1 Woche (50/1967) - The Beatles – Hello, Goodbye - 5 Wochen (51/1967 – 3/1968) | - Julie Andrews – The Sound Of Music (Soundtrack) - 17 Wochen (1/1967 – 17/1967, insgesamt 20 Wochen) - The Monkees – More Of The Monkees - 1 Woche (18/1967, insgesamt 3 Wochen) - Julie Andrews – The Sound Of Music (Soundtrack) - 3 Wochen (19/1967 – 21/1967, insgesamt 20 Wochen) - The Monkees – More Of The Monkees - 2 Wochen (22/1967 – 23/1967, insgesamt 3 Wochen) - The Beatles – Sgt. Pepper's Lonely Hearts Club Band - 22 Wochen (24/1967 – 45/1967) - Maurice Jarre – Doctor Zhivago (Soundtrack) - 4 Wochen (46/1967 – 49/1967) - Lill Lindfors – Du är den ende - 1 Woche (50/1967, insgesamt 8 Wochen; → 1968) - Sven-Ingvars – Bästa - 7 Wochen (51/1967 – 5/1968, insgesamt 11 Wochen; → 1968) |
| | |

Siehe auch: Nummer-eins-Hits 1967 in  Australien, Belgien, Deutschland, Finnland, Frankreich, Irland, Italien, Neuseeland, den Niederlanden, Österreich, Spanien, den Vereinigten Staaten und im Vereinigten Königreich.